# Hippocrepis toletana
Hippocrepis toletana är en ärtväxtart som beskrevs av Carlos Pau. Hippocrepis toletana ingår i släktet hästskoklövrar, och familjen ärtväxter. Inga underarter finns listade i Catalogue of Life.